# AKG Acoustics
AKG Acoustics è un costruttore austriaco di microfoni e auricolari per uso professionale e di consumo.

## Storia
L'azienda fu fondata nel 1947 come Akustische und Kino-Geräte Gesellschaft m.b.H. da Ernst Pless e Rudolf Görike in Nobilegasse a Vienna. Il cuore della produzione furono proiettori da 16 mm, altoparlanti, ritardi (delay) e microfoni. Nel 1963 l'azienda acquisì lo Staatliche Auszeichnung austriaco, utilizzabile nella commercializzazione dei prodotti. Negli anni '70 Pless cedette la partecipazione in Philips e negli anni '80 la partecipazione nella Holding Industriellen Josef Taus. Durante questo periodo, AKG fu distributore per l'Austria di marchi Hi-fi, come Marantz e Revox. Nel 1991 fu lanciato nello Spazio l'Austromir-Forschungsprojekte, con prodotti AKG. L'astronauta austriaco Franz Viehböck lavorò ad un esperimento denominato Audimir per la ricerca sulla capacità di orientamento con i suoni. Con l'aggressiva politica di espansione e la nuova costruzione della sede centrale a Vienna, l'azienda subì pesanti perdite. Molti collaboratori furono allontanati, la condizione di insolvenza vide una soluzione nell'interesse per AKG da parte di Sidney Harman, il fondatore del Gruppo Harman. Nel 1993 AKG Acoustics diventa controllata dalla Harman-International. Dal 1 agosto 2008 è diventato Dinesh Paliwal il presidente della Harman International. Paliwal è dal 2007 presidente, CEO e Vice Chairman della Harman International. Con poche eccezioni, tutti i prodotti AKG sono fabbricati in Cina.

## Prodotti

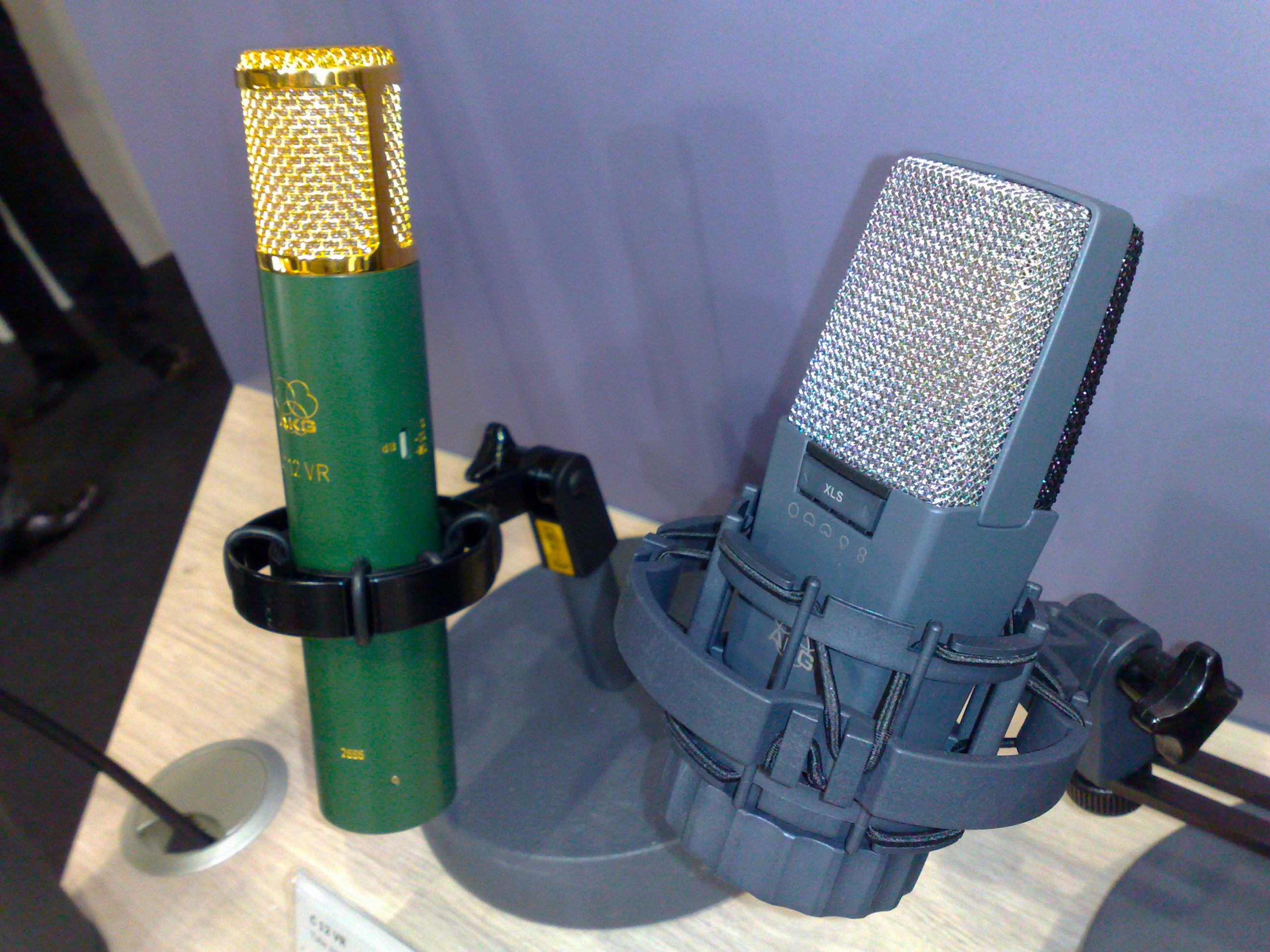
AKG C12VR e C414 ULS

Nel 1953 fu commercializzato il C12, un microfono a condensatore a grande membrana, cilindrico. Con una produzione di cinquanta pezzi al mese, questo modello da “studio” divenne uno dei più richiesti di sempre. Dalla BBC di Londra ai Beatles presso gli Abbey Road Studios della EMI era presente un C12, dal 1962. Sempre nel 1953, AKG presentò il primo microfono impermeabile del mondo, il D12. Fu il primo microfono dinamico con tali caratteristiche. Anche questo microfono ancora oggi è usato come trasduttore per percussioni e chitarre elettriche. Al giorno d'oggi i prodotti AKG comprendono microfoni professionali da studio e microfoni da presa diretta, In Ear Monitoring, auricolari da studio e wireless. Negli studi di registrazione si trova il C414, microfono a condensatore a grande membrana.

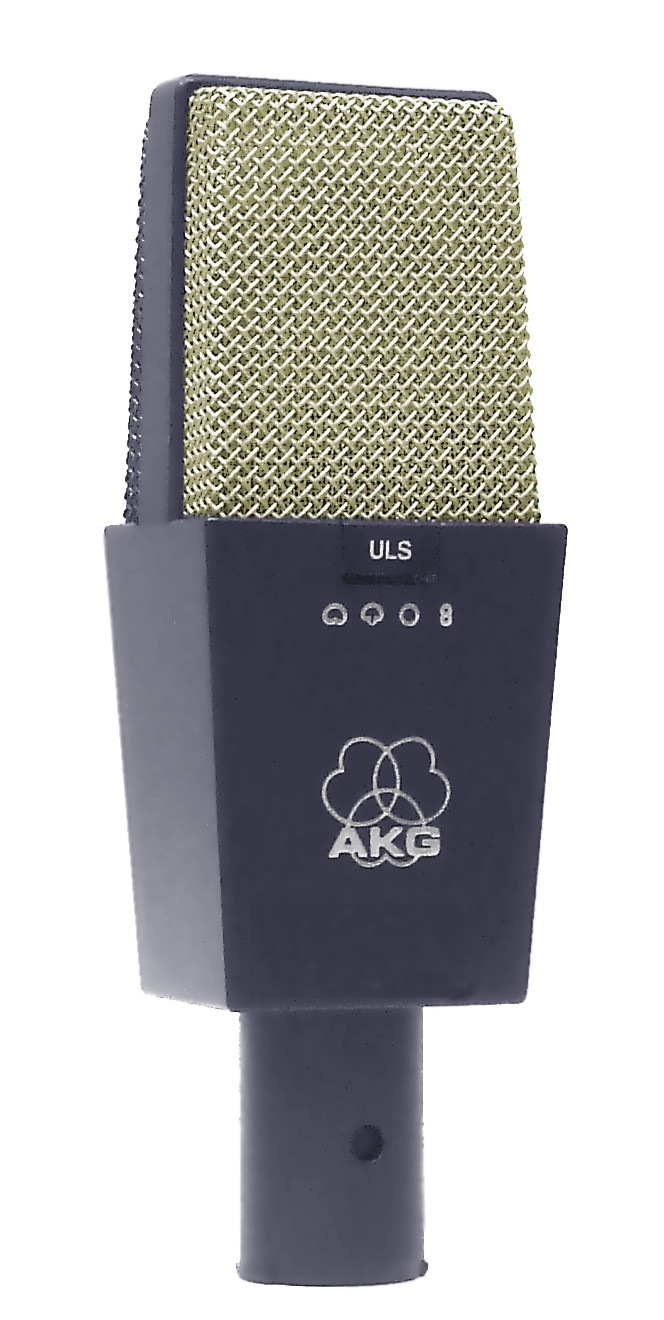
AKG C414 con logo AKG

Usato da ingegneri del suono fin dalla sua presentazione nel 1971, è ora alla sua settima generazione. Presenta caratteristiche tecniche uniche, come gestire pressioni sonore fino a 158 dB. AKG è divenuta leader mondiale grazie anche agli artisti utilizzatori di prodotti AKG: Frank Sinatra, Eric Clapton, Peter Gabriel, Stevie Wonder, Aerosmith, Rolling Stones, Rod Stewart, Anastacia, Eros Ramazzotti, Kanye West, Simply Red. Il cantante austriaco Falco cantava con microfoni AKG così come Christina Stürmer.

### Microfoni
Dal primo C12 del 1953 e i suoi successori, che includono il Telefunken Ela M250 e M251 del 1960, il C24 stereo, il C412, e altre decine di varianti che portano la designazione C414.
Alcuni modelli di microfono:
- D12E
- D130 – omnidirezionale
- D190

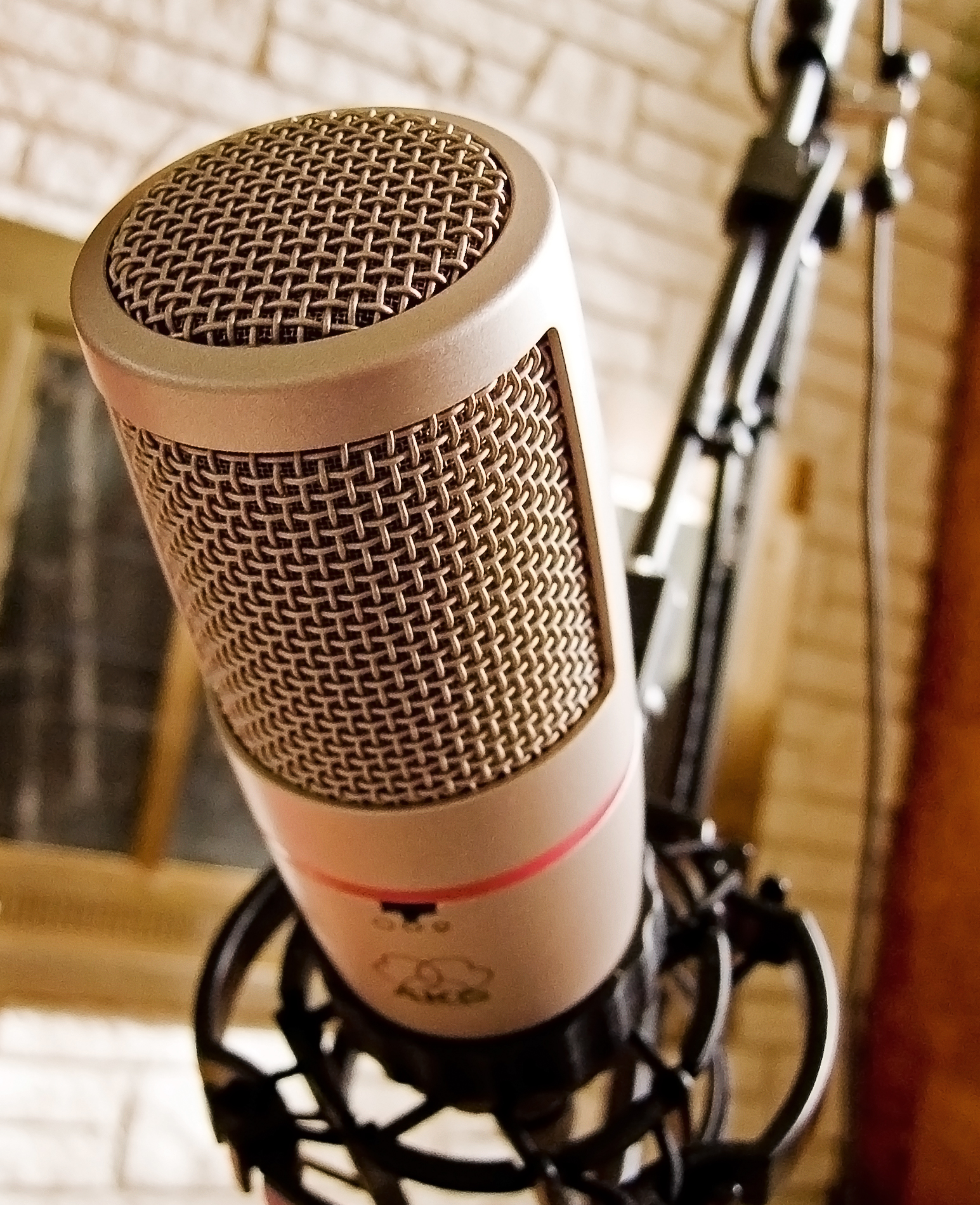
AKG C4000B

- D202 – dinamico a doppia capsula, usato nel parlamento inglese
- D220
- D330 – microfono high-end dinamico
- D112 – a grande diaframma dinamico, per percussioni
- C12 – a condensatore – la versione originale è da collezione ($10.000)
- C414 – a condensatore a grande diaframma
- C451 - a condensatore con piccolo diaframma, costruito negli anni '60-‘70-‘80
- C535 – a condensatore vocale ad alta qualità. AKG ne costruì uno in oro per Frank Sinatra[5].
- D409
- D5
- C1000

### Cuffie

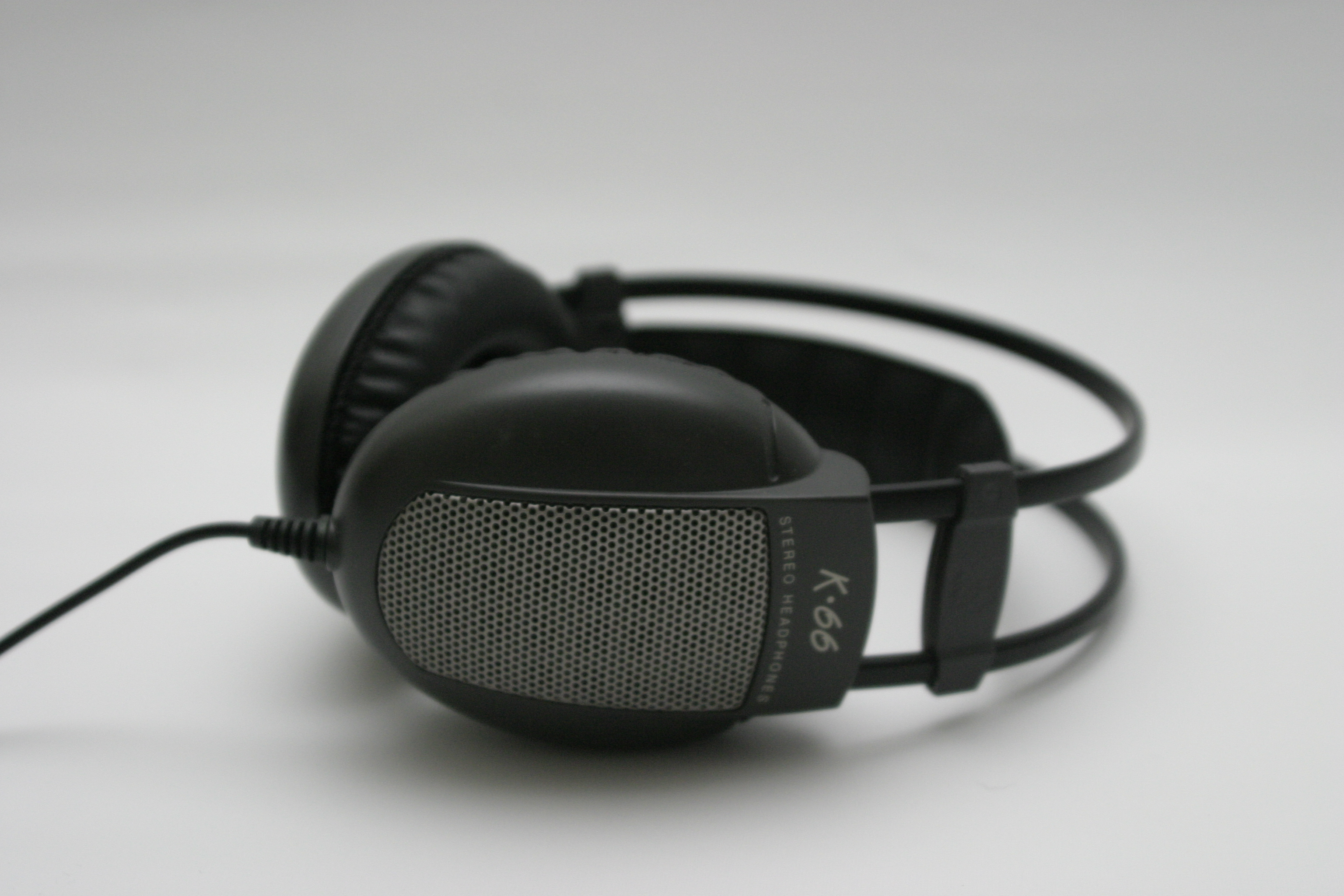
AKG K-66

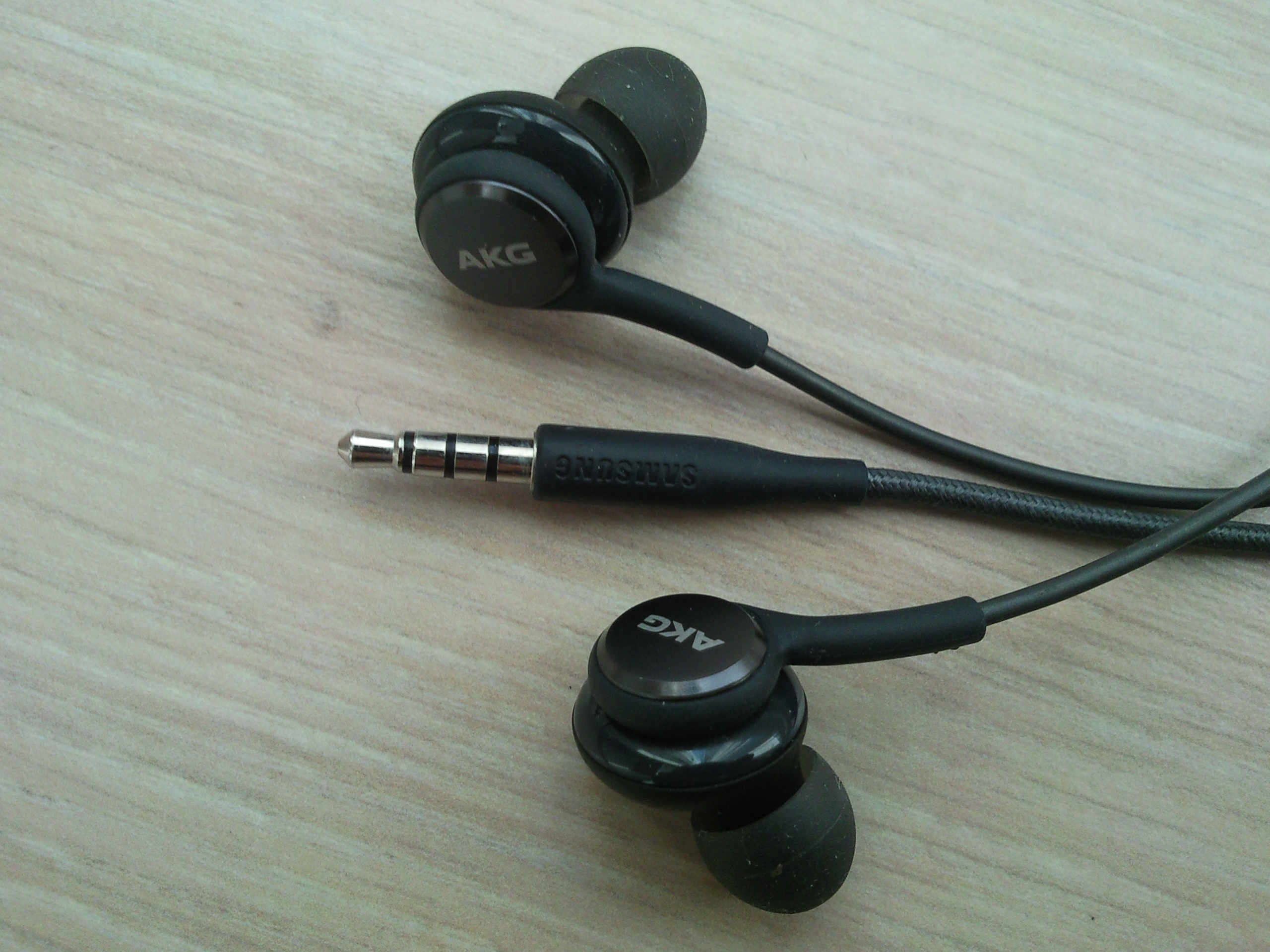
AKG Samsung bundle earphone

- K50 fu introdotta nel 1959, la prima al mondo supra-aural e open-back.
- K1000 fu il modello ammiraglia, dinamica open-back.
- K701/K702/Q701, K701s usata in ambito professionale.
- K240 usata in studi di registrazione come monitor e playback. La si vede indossata da Eddie Murphy nel 1985 nel video "Party All the Time" (K240 Monitor).
- K280 Parabolic con più trasduttori con punto di fuoco al centro testa.

## Onorificenze
- Il microfono a condensatore a grande membrana C 12 VR controllato a distanza, è messo nella TEChnology Hall of Fame. Ottobre 2004 - San Francisco
- AKG vince il premio „Österreichischen Exportpreis“, conferito dal 1994 dalla Wirtschaftskammer Österreich e dal Bundesministerium für Wirtschaft, Familie und Jugend. 2008[6]
- AKG vince un Technical Grammy Award 2010[7].

## Curiosità
Nel 1955 in occasione della prima Salzburger Festspiele, dopo la seconda guerra mondiale, furono usati esclusivamente microfoni AKG. Un microfono fu dedicato a Herbert von Karajan. Negli stessi anni il pioniere delle immersioni subacquee Hans Hass, utilizzò prodotti AKG per il film Abenteuer im Roten Meer. Il film vinse il primo premio alla Biennale di Venezia. In occasione del 50º anniversario della BBC, le poste britanniche nel 1972 stamparono un francobollo del valore di 3 pence, dove il microfono standard BBC rappresentato era un AKG. L'autore Dan Brown cita in due suoi libri, Il codice Da Vinci e Deception Point, cuffie AKG.